# Piątkowice
Piątkowice (niem. Rothhaus)– wieś w Polsce położona w województwie opolskim, w powiecie nyskim, w gminie Łambinowice.
W latach 1954–1961 wieś była siedzibą gromady Piątkowice, po jej zniesieniu w gromadzie Jasienica Dolna.
W latach 1975–1998 miejscowość administracyjnie należała do ówczesnego województwa opolskiego.